# Andrés Calamaro
Andrés Calamaro Massel (* 22. srpna 1961, Buenos Aires) je argentinský zpěvák, hudebník, skladatel a producent. Jedna z nejvýraznějších postav argentinského rocku vůbec, která se zasloužila také o složení několika významných španělských hudebních rockových skladeb. Jeho kariéra je spojena především se dvěma skupinami, a to Los Abuelos de la Nada (aktivní s přestávkami do 2. pol. 80. let) a Los Rodríguez (aktivní v první pol. 90. let).

## Působení od konce 90. let 20. století
Od konce 90. let se vydal na sólovou dráhu (nebylo to mimochodem poprvé), během níž stačil do dnešních dnů vydat více než deset desek. Velkou revolucí byla jeho deska Alta Suciedad, kterou časopis Rolling Stone označil za 10. nejlepší desku v historii argentinského rocku. Alta Suciedad se se 700 000 prodanými kopiemi stala druhou nejprodávanější deskou v historii Argentiny. Mezi nejlepší skladby Alta Suciedad lze zařadit hity jako „Flaca“, „Loco“ nebo „Crímenes perfectos“.

## Významné dílo
Z celé plejády jeho povedených alb lze zmínit ještě například desku La lengua popular vydanou roku 2007, která obsahovala velmi kvalitní písně jako „Mi gin tonic“, „Cinco minutos más (Minibar)“, „Carnaval de Brasil“ či „Los chicos“.

## Tematické zaměření
V jeho repertoáru nalezneme všechna možná témata, od násilí, drog, vězení, zločinů, přes lásku, sex, štěstí, radost, problematické vztahy, smutek až třeba po smrt. Lze nicméně říci, že s postupem času lze v Calamarově nahrávkách vysledovat jistou duševní vyspělost a zklidnění, zapříčiněné získanými životními zkušenostmi.